# 모리야마의 변

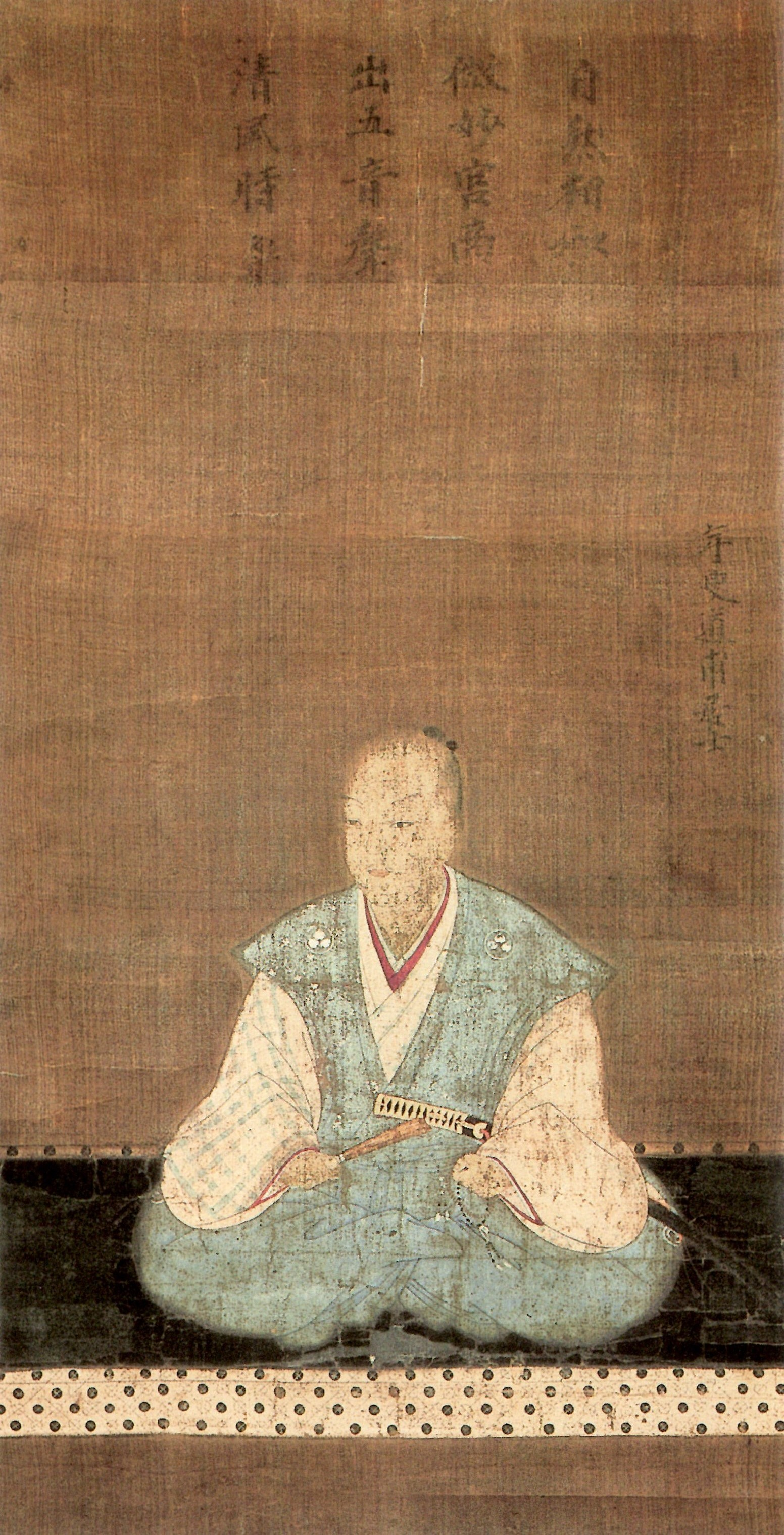
암살당한 마쓰다이라 기요야스

모리야마의 변(일본어: 森山崩れ, もりやまくずれ 모리야마 쿠즈레[*])은 1535년 12월 4일 아침에 일본 미카와국 오카자키성주 마쓰다이라 기요야스가 오와리국 가스가이 군 모리야마 (지금의 아이치현 나고야시 모리야마구)에서 가신 아베 야시치로 마사토요에게 암살당한 사건이다. 일본어의 원제 모리야마 쿠즈레는 "모리야마의 붕괴"라는 의미를 갖고 있다. 기요야스의 암살 이후 마쓰다이라 씨는 힘을 상실하여, 가독을 이은 마쓰다이라 히로타다는 적남 다케치요를 인근의 세력가 이마가와씨에게 인질로 보내게 되었다.